# Полет 175 на „Юнайтед Еърлайнс“
Полет 175 на „Юнайтед Еърлайнс“ е вътрешен пътнически полет от Бостън до Лос Анджелис, който е отвлечен от петима терористи от „Ал Кайда“ сутринта на 11 септември 2001 г. като част от атаките от 11 септември. Самолетът „Боинг 767-200“, който превозва 65 пътници и екипаж, е умишлено блъснат в Южната кула на Световния търговски център в Ню Йорк и убива всички на борда, като така причинява смъртта на повече от 600 души в горните нива на сградата в допълнение към неизвестен брой цивилни и служители на спешна помощ на етажите под зоната на удара. Отвличането на самолета става втората най-смъртоносна от четирите самоубийствени атаки, извършени през деня по отношение на смъртни случаи в самолети и на земята, но също така си осигурява второ място на най-смъртоносна самолетна катастрофа в историята на авиацията, надмината само от полет 11 на „Американ Еърлайнс“.
Самолетът излита в 08:14 ч. 28 минути след излитането похитителите раняват няколко членове на екипажа, нахлуват в пилотската кабина и убиват двамата пилоти, докато преместват пътниците в задната част на машината. Главният похитител Маруан ал-Шехи, който е обучен като пилот за целите на атаките, поема управлението, след като капитанът и първият офицер са елиминирани. За разлика от полет 11, терористите на борда на полет 175 не изключват транспондера на самолета, когато превземат пилотската кабина. По този начин самолетът е видим на радара на Нюйоркския център, който вижда отклонението от зададената траектория на полета, преди контролерите да забележат четири минути по-късно промяната. Служители на центъра веднага правят няколко неуспешни опита да се свържат с пилотската кабина на отвлечения самолет, който на два пъти почти се сблъсква с други самолети, докато безразсъдно лети към Ню Йорк. Междувременно трима души успяват да се свържат с членове на семействата си и колеги на земята, като предават информация за похитителите, както и за жертвите, понесени от екипажа.
Не повече от 21 минути след началото на отвличането Маруан ал-Шехи разбивa самолета в южната стена на Южната кула от етажи 77 до 85 като част от атака, координирана с превземането на полет 11, който удря горните етажи на Северната кула на центъра в 08:46. Медийното отразяване на бедствието започва със Северната кула 17 минути по-рано и означава, че ударът на самолета в 09:03 ч. е единственият от четирите атаки, излъчен на живо по света. Щетите, нанесени на Южната кула от катастрофата, и пожар който последва причиняват нейното срутване 56 минути по-късно в 09:58 ч. и убиват всички, които все още са вътре в нея. По време на усилията за възстановяване на площадката на Световния търговски център работниците откриват и идентифицират останките на някои жертви на полет 175, но много от тях не са идентифицирани.